# Liste der Gerichte des Landes Baden-Württemberg
Diese Liste dient der Aufnahme aller Gerichte in Trägerschaft des Landes Baden-Württemberg.
|                             | Obere Landesgerichte                                                                                             | Untere Landesgerichte |
| Verfassungsgerichtsbarkeit  | Verfassungsgerichtshof für das Land Baden-Württemberg (in Stuttgart)                                             | |
| Ordentliche Gerichtsbarkeit | Oberlandesgericht Karlsruhe (mit Außenstelle in Freiburg im Breisgau)                                            | Landgericht Baden-Baden Amtsgericht Achern Amtsgericht Baden-Baden Amtsgericht Bühl Amtsgericht Gernsbach Amtsgericht Rastatt |
|                             | | Landgericht Freiburg im Breisgau Amtsgericht Breisach am Rhein Amtsgericht Emmendingen Amtsgericht Ettenheim Amtsgericht Freiburg im Breisgau Amtsgericht Kenzingen Amtsgericht Lörrach Amtsgericht Müllheim (Baden) Amtsgericht Staufen im Breisgau Amtsgericht Titisee-Neustadt Amtsgericht Waldkirch      |
|                             | | Landgericht Heidelberg Amtsgericht Heidelberg Amtsgericht Sinsheim Amtsgericht Wiesloch |
|                             | | Landgericht Karlsruhe Amtsgericht Bretten Amtsgericht Bruchsal Amtsgericht Ettlingen Amtsgericht Karlsruhe Amtsgericht Karlsruhe-Durlach Amtsgericht Maulbronn Amtsgericht Pforzheim Amtsgericht Philippsburg                                                                                                |
|                             | | Landgericht Konstanz Amtsgericht Donaueschingen Amtsgericht Konstanz Amtsgericht Radolfzell Amtsgericht Singen (Hohentwiel) Amtsgericht Stockach Amtsgericht Überlingen Amtsgericht Villingen-Schwenningen                                                                                                   |
|                             | | Landgericht Mannheim Amtsgericht Mannheim Amtsgericht Schwetzingen Amtsgericht Weinheim |
|                             | | Landgericht Mosbach Amtsgericht Adelsheim Amtsgericht Buchen (Odenwald) Amtsgericht Mosbach Amtsgericht Tauberbischofsheim Amtsgericht Wertheim |
|                             | | Landgericht Offenburg Amtsgericht Gengenbach Amtsgericht Kehl Amtsgericht Lahr Amtsgericht Oberkirch Amtsgericht Offenburg Amtsgericht Wolfach |
|                             | | Landgericht Waldshut-Tiengen Amtsgericht Bad Säckingen Amtsgericht St. Blasien Amtsgericht Schönau Amtsgericht Schopfheim Amtsgericht Waldshut-Tiengen |
|                             | Oberlandesgericht Stuttgart                                                                                      | Landgericht Ellwangen Amtsgericht Aalen Amtsgericht Bad Mergentheim Amtsgericht Crailsheim Amtsgericht Ellwangen Amtsgericht Heidenheim an der Brenz Amtsgericht Langenburg Amtsgericht Neresheim Amtsgericht Schwäbisch Gmünd                                                                               |
|                             | | Landgericht Hechingen Amtsgericht Albstadt Amtsgericht Balingen Amtsgericht Hechingen Amtsgericht Sigmaringen |
|                             | | Landgericht Heilbronn Amtsgericht Besigheim Amtsgericht Brackenheim Amtsgericht Heilbronn Amtsgericht Künzelsau Amtsgericht Marbach am Neckar Amtsgericht Öhringen Amtsgericht Schwäbisch Hall Amtsgericht Vaihingen an der Enz                                                                              |
|                             | | Landgericht Ravensburg Amtsgericht Bad Saulgau Amtsgericht Bad Waldsee Amtsgericht Biberach an der Riß Amtsgericht Leutkirch im Allgäu Amtsgericht Ravensburg Amtsgericht Riedlingen Amtsgericht Tettnang Amtsgericht Wangen im Allgäu                                                                       |
|                             | | Landgericht Rottweil Amtsgericht Freudenstadt Amtsgericht Horb am Neckar Amtsgericht Oberndorf am Neckar Amtsgericht Rottweil Amtsgericht Spaichingen Amtsgericht Tuttlingen |
|                             | | Landgericht Stuttgart Amtsgericht Backnang Amtsgericht Böblingen Amtsgericht Esslingen am Neckar Amtsgericht Kirchheim unter Teck Amtsgericht Leonberg Amtsgericht Ludwigsburg Amtsgericht Nürtingen Amtsgericht Schorndorf Amtsgericht Stuttgart Amtsgericht Stuttgart-Bad Cannstatt Amtsgericht Waiblingen |
|                             | | Landgericht Tübingen Amtsgericht Bad Urach Amtsgericht Calw Amtsgericht Münsingen Amtsgericht Nagold Amtsgericht Reutlingen Amtsgericht Rottenburg am Neckar Amtsgericht Tübingen |
|                             | | Landgericht Ulm Amtsgericht Ehingen (Donau) Amtsgericht Geislingen an der Steige Amtsgericht Göppingen Amtsgericht Ulm |
| Arbeitsgerichtsbarkeit      | Landesarbeitsgericht Baden-Württemberg (in Stuttgart)                                                            | Arbeitsgericht Freiburg im Breisgau Arbeitsgericht Heilbronn Arbeitsgericht Karlsruhe Arbeitsgericht Mannheim Arbeitsgericht Pforzheim Arbeitsgericht Reutlingen Arbeitsgericht Stuttgart Arbeitsgericht Ulm Arbeitsgericht Villingen-Schwenningen                                                           |
| Finanzgerichtsbarkeit       | Finanzgericht Baden-Württemberg (in Stuttgart, Außenstellen in Freiburg und bis 30. September 2008 in Karlsruhe) | |
| Sozialgerichtsbarkeit       | Landessozialgericht Baden-Württemberg (in Stuttgart)                                                             | Sozialgericht Freiburg Sozialgericht Heilbronn Sozialgericht Karlsruhe Sozialgericht Konstanz Sozialgericht Mannheim Sozialgericht Reutlingen Sozialgericht Stuttgart Sozialgericht Ulm |
| Verwaltungsgerichtsbarkeit  | Verwaltungsgerichtshof Baden-Württemberg (in Mannheim)                                                           | Verwaltungsgericht Freiburg Verwaltungsgericht Karlsruhe Verwaltungsgericht Sigmaringen Verwaltungsgericht Stuttgart |